# Tělovýchovná jednota Sparta ČKD Praha 1973-1974
Questa voce raccoglie le informazioni riguardanti il Tělovýchovná jednota Sparta ČKD Praha nelle competizioni ufficiali della stagione 1973-1974.

## Stagione
Lo Sparta Praga raggiunge l'ottavo posto torneo nazionale ma non raggiunge la finale di coppa cecoslovacca. Non partecipa ad alcuna competizione europea

## Calciomeracato
Pavlicek, Brabec e Tenner vengono ceduti mentre nella rosa approda Stranský.

## Rosa
| N. |                           | Ruolo | Calciatore         |
| -- | ------------------------- | ----- | ------------------ |
|    | Cecoslovacchia (bandiera) | P     | Jiri Kislinger     |
|    | Cecoslovacchia (bandiera) | D     | Václav Migas       |
|    | Cecoslovacchia (bandiera) | D     | Jaroslav Kotec     |
|    | Cecoslovacchia (bandiera) | D     | Pavel Melichar     |
|    | Cecoslovacchia (bandiera) | D     | Tibor Semendak     |
|    | Cecoslovacchia (bandiera) | D     | František Chovanek |
|    | Cecoslovacchia (bandiera) | D     | Oldřich Urban      |
|    | Cecoslovacchia (bandiera) | D     | Vladimir Táborsky  |
|    | Cecoslovacchia (bandiera) | C     | Svatopluk Bouska   |

| N. |                           | Ruolo | Calciatore      |
| -- | ------------------------- | ----- | --------------- |
|    | Cecoslovacchia (bandiera) | C     | Tomáš Stranský  |
|    | Cecoslovacchia (bandiera) | C     | Josef Pesice    |
|    | Cecoslovacchia (bandiera) | C     | Antonin Princ   |
|    | Cecoslovacchia (bandiera) | C     | Bohumil Veselý  |
|    | Cecoslovacchia (bandiera) | A     | Václav Mašek    |
|    | Cecoslovacchia (bandiera) | A     | Vladimir Kara   |
|    | Cecoslovacchia (bandiera) | A     | Jaroslav Barton |
|    | Cecoslovacchia (bandiera) | A     | Josef Jurkanin  |